# Институт истории Молдавского государственного университета
Институт истории Молдавского государственного университета (рум. Institutul de Istorie al Universității de Stat din Moldova), ранее Институт истории имени Я. С. Гросула Академии наук Молдавской ССР, — научно-исследовательский институт в Кишинёве, Молдова, основанный в 1957 или 1958 году. До 2018 года являлся частью Академии наук Молдовы, а с 2022 года входит в состав Молдавского государственного университета.

## История
Предшественник института — Молдавский научный комитет, созданный в 1928 при Наркомпросе Молдавской АССР и преобразованный в 1935 году в Научно-исследовательский институт молдавской культуры, а в 1939 году — в Молдавский научно-исследовательский институт истории, языка, литературы и экономики.
В 1940 году в связи с советской аннексией Бессарабии и Бессарабии и Северной Буковины институт переехал из Тирасполя в Кишинёв. В 1946 году этот институт вошёл в состав Молдавской научно-исследовательской базы Академии наук СССР; на тот момент он насчитывал 15 сотрудников. В 1949 году база была преобразована в Молдавский филиал Академии наук СССР, а в 1961 году — в Академию наук Молдавской ССР.
В 1957 или 1958 году из состава этого института был выделен собственно Институт истории. Основателем и первым директором института стал Я. С. Гросул. Советский период деятельности института связан с именами учёных И. Г. Будака, А. М. Лазарева, С. Я. Афтенюка, Н. А. Мохова, Е. М. Руссева, В. И. Царанова, Н. В. Березнякова, А. С. Есауленко, Я. М. Копанского, Л. Е. Репиды, В. И. Жукова, Д. Е. Шемякова, К. В. Стратиевского, П. В. Советова и других.
После смерти Я. С. Гросула институту было присвоено его имя; после Перестройки имя Гросула было убрано из названия института. Деятельность Института истории находилась под сильным влиянием партийных органов вплоть до 1991 года.
По состоянию на 1983 год в институте имелись 6 секторов (истории Молдавии досоветского периода, социалистической революции и Гражданской войны в Молдавии, социалистического строительства в Молдавии, истории Молдавии периода развитого социализма, истории европейских социалистических стран, научной информации), а также научно-проблемные советы, аспирантура и совет по защите докторских диссертаций; работали 73 научных сотрудника, из них докторов наук — 10, кандидатов наук — 25.
В 2005 году в состав института был включен Сектор государства и права Института философии, социологии и права, а его название было сменено на Институт истории, государства и права. В 2013 году Центра государства и права был передан в Институт правовых и политических исследований, в состав института был включен Сектор философии из Института европейской интеграции и политических наук, а название института было сменено обратно на Институт истории.
В 2018 году институт вместе с другими 19 институтами Академии наук Молдовы был передан Министерству образования, культуры и исследований Молдовы, а в 2022 году он был включён в состав Молдавского государственного университета.

## Структура
- Сектор средневековой истории
- Сектор истории нового времени
- Сектор современной Истории

## Директора
- 1957—1961: Я. С. Гросул[4]
- 1961—1971: Е. М. Руссев[рум.]
- 1971—1973: И. Г. Будак
- 1973—1977: Б. К. Визер
- 1977—1991: В. И. Царанов
- 1991—1992: А. М. Цэрану
- 1992—1994: А. И. Ешану[рум.]
- 1994—2006: Д. М. Драгнев[рум.]
- 2006[3]—2009[7]: А. Бурьян
- 2009—2010: И. И. Жаркуцкий[8]
- 2010—2010: С. Г. Мустяцэ[англ.] (и. о.)[9]
- 2010—н. в.: Г. Е. Кожокару[рум.][10]